# Michel Legrand
Michel Legrand (n. 24 februarie 1932, Paris, Île-de-France, Franța – d. 26 ianuarie 2019, Neuilly-sur-Seine, Île-de-France, Franța) a fost un compozitor, aranjor, dirijor și pianist francez, de origine armeană.
A colaborat cu Albert Barillé creând genericul pentru fiecare dintre seriile din A fost odată..., exceptând Povestea omului.

## Biografie
Michel Legrand s-a născut pe 24 februarie 1932 în cartierul Ménilmontant din Paris. Părinții lui erau Raymond Legrand (1908-1974) și Marcelle Der Mikaëlian. Michel Legrand studiază pianul la Conservatorul din Paris între 1942 și 1949 în clasa profesoarelor Lucette Descaves și Nadia Boulanger.